# Hot roll

O hot roll (ou simplesmente hot) ou sushi empanado é um alimento abrasileirado da culinária japonesa, do tipo maki ("sushi enrolado"), feito com peixe, normalmente salmão ou atum, enrolados com arroz em nori, uma alga marinha. Antes ou depois de serem fatiados em pedaços circulares, são cobertos por uma massa de farinha de trigo e fritos, sendo servidos empanados com um acompanhamento de molho (tarê ou shoyu).